# Maras Tengah
Maras Tengah is een bestuurslaag in het regentschap Seluma van de provincie Bengkulu, Indonesië. Maras Tengah telt 933 inwoners (volkstelling 2010).